# 金沢市善隣館協議会
金沢市善隣館協議会（かなざわしぜんりんかんきょうぎかい）は、石川県金沢市において地域福祉の拠点的施設として運営されている「善隣館」が協力して、善隣館に関する広報活動を行うための組織である。2015年（平成27年）4月設立。